# 上南新村
上南新村是中華人民共和國上海市浦東新區的一個住宅區，位於浦东南路以南、上南路以东。上南新村的名稱來自上南路。上南新村占地119公顷，4至6层楼房410幢，高层楼房9幢。1980至1987年期間新建上南新村一村至七村，其中上南新村一、二街坊小区住宅由上海市南市区住宅建设办公室投资，上海市民用建筑设计院设计，上海市第六住宅建筑工程公司六O一工程队负责施工。1988至1993年期間修建上南八、九、十村。